# Pluriactivité

Illustration de Vector Toons

La pluriactivité désigne la combinaison, par une même personne, de plusieurs activités professionnelles sur l'année. Cette définition, établie en 1997 par Aude Benoît et Françoise Gerbaux, dans La Pluriactivité : pratiques sociales et réponses juridiques, est très large. Elle couvre en fait toutes les situations dans lesquelles une personne sort du schéma classique d'un emploi ou d'un statut professionnel unique, sur la durée.
Les activités cumulées peuvent être exercées :
- alternativement, par exemple lorsqu'une personne exerce un emploi saisonnier en station de montagne puis à la mer ;
- ou simultanément, par exemple lorsqu'une personne cumule plusieurs emplois à temps partiel.

La pluriactivité couvre donc un grand nombre de situations, comme :
- le multisalariat ou le travail en temps partagé, c'est-à-dire le cumul de plusieurs emplois salariés ;
- le cumul d'un ou plusieurs emplois salariés et d'une ou plusieurs activités indépendantes ;
- le cumul de plusieurs activités indépendantes.

À noter : dans le secteur agricole, il est souvent question de la pluriactivité des ménages, par opposition à celle des individus. Il s'agit alors de l'exercice, par au moins l'un des deux conjoints, d'une activité ou d'un emploi non agricole.

## Quelques pistes pour s'organiser
Toutes les combinaisons d'activités ou d'emplois ne sont pas possibles, lorsqu'on travaille par exemple dans le secteur public ou dans une profession réglementée.
D'autre part, le cumul de plusieurs activités professionnelles entraîne la plupart du temps le cumul de plusieurs régimes de sécurité sociale, plusieurs caisses de retraite, etc.
Pour faciliter le multisalariat, des associations pour la valorisation des Compétences en Temps Partagé se sont formées en France. Elles sont présentes pratiquement dans tous les départements sous l'appellation CTP (voir par ex. CTP69 )
Il est également possible d'intégrer un groupement d'employeurs (pour mailler plusieurs emplois avec un seul contrat de travail) ou une coopérative d'entrepreneurs (pour cumuler plusieurs activités professionnelles sous le même statut).